# Ed McCready
Pour les articles homonymes, voir McCready.
Ed McCready est un acteur américain né le 17 février 1930 à Philadelphie, Pennsylvanie (États-Unis), décédé le 5 septembre 2002 à Los Angeles (États-Unis).

## Filmographie
- 1964 : Ballad of Hector, the Stowaway Dog (TV) : Adolph
- 1964 : Les Ambitieux (The Carpetbaggers) : Reporter
- 1964 : Shock Treatment : Howie
- 1968 : Star Trek (série) : épisode Fraternitaire : Soldat S.S.
- 1969 : Au paradis à coups de revolver (Heaven with a Gun) de Lee H. Katzin : Charlie (barman)
- 1969 : The Young Lawyers (TV)
- 1971 : Panique en plein ciel (en) (Terror in the Sky) (téléfilm) : Football fan
- 1973 : The Voyage of the Yes (TV) : Peter Reed
- 1973 : SSSSnake (Sssssss) : Hawker #2
- 1973 : Superdad : Chauffeur de taxi
- 1974 : Wonder Woman (TV) : Wesley
- 1975 : Sky Heist (TV) : Deuxième tireur
- 1976 : The Whiz Kid and the Carnival Caper (TV) : Carnival Barker
- 1977 : Flight to Holocaust (TV) : Secouriste
- 1977 : Rosetti and Ryan (en), épisode pilote Men Who Love Women (TV) : Man
- 1977 : The Hostage Heart (en) (TV) : Chef d'équipe
- 1979 : The North Avenue Irregulars : Conducteur de camion #2
- 1979 : Le Retour du gang des chaussons aux pommes (The Apple Dumpling Gang Rides Again) de Vincent McEveety : Citoyen #1
- 1980 : Détective comme Bogart (The Man with Bogart's Face) : Éboueur
- 1982 : Partners : Portier
- 1986 : Qui est Julia? (Who Is Julia?) (TV) : Lieutenant Tyler
- 1990 : Columbo, L’enterrement de Madame Columbo (Columbo: Rest in Peace, Mrs. Columbo) (TV) : Policier en civil
- 1990 : Dick Tracy : Policier
- 1991 : Columbo, Meurtre au champagne (Columbo: Death Hits the Jackpot) (TV) : Garde
- 1992 : Columbo, Un seul suffira... (Columbo: À Bird in the Hand ...) (TV) : Ed
- 1993 : Columbo, Le meurtre aux deux visages (Columbo: It's All in the Game) (TV) : Detective #2
- 1995 : A Perry Mason Mystery: The Case of the Jealous Jokester (téléfilm) : Reporter #2
- 1995 : Columbo, Une étrange association (Columbo: Strange Bedfellows) (TV) : Homme dans le bar
- 1999 : L'Avocat du mal (en) (Restraining Order) : Président du jury